# Dreams (Lied)

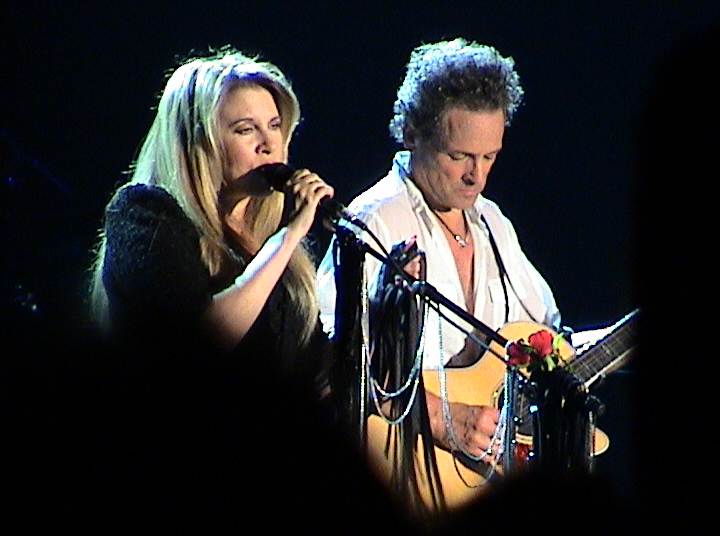
Stevie Nicks und Lindsey Buckingham (2003)

Dreams ist ein Lied der Rockband Fleetwood Mac aus dem Studioalbum Rumours (1977). In den Vereinigten Staaten wurde Dreams im März 1977 als zweite Single aus Rumours veröffentlicht, in Großbritannien im Juni 1977 als dritte Single. Ein Bühnenauftritt der Band, bei dem das Lied gespielt wurde, wurde als Promo-Musikvideo verwendet.

## Komposition und Aufnahme
Die Mitglieder von Fleetwood Mac befanden sich während der Aufnahmen zum Album Rumours in einer emotionalen Umbruchphase. Mick Fleetwood machte gerade eine Scheidung durch. Christine McVie und John McVie trennten sich, während Lindsey Buckingham und Stevie Nicks ihre achtjährige Beziehung beendeten. „Wir mussten diese aufwendige Übung der Verleugnung durchlaufen“, erklärte Buckingham dem Magazin Blender, „wir hielten unsere persönlichen Gefühle in der einen Ecke des Raumes, während wir in der anderen versuchten, professionell zu sein.“
Stevie Nicks schrieb den Song Anfang 1976 im Record Plant Studio in Sausalito, Kalifornien. „Eines Tages, als ich im Hauptstudio nicht gebraucht wurde“, erinnert sich Nicks gegenüber dem Blender Magazine, „nahm ich ein Fender Rhodes Piano und ging in ein anderes Studio, von dem man sagte, es gehöre Sly Stone von Sly and the Family Stone. Es war ein schwarz-roter Raum mit einer Vertiefung in der Mitte, in der ein Klavier stand, und einem großen schwarzen Samtbett mit viktorianischen Vorhängen.“
„Ich setzte mich auf das Bett und hatte mein Keyboard vor mir“, fährt Nicks fort. „Ich fand einen Schlagzeugrhythmus, schaltete meinen kleinen Kassettenspieler ein und schrieb Dreams in etwa 10 Minuten. Mir gefiel sofort die Tatsache, dass ich etwas mit einem Dance-Beat machte, denn das machte es ein wenig ungewöhnlich für mich.“
Als Nicks den Song dem Rest der Gruppe vorspielte, „waren sie nicht begeistert davon. Aber ich sagte: ‚Bitte! Bitte nehmt diesen Song auf, versucht es wenigstens.‘ Denn so wie ich die Dinge manchmal spiele… man muss wirklich zuhören.“ Die Band nahm ihn am nächsten Tag auf. In Sausalito wurde nur eine Grundspur aufgenommen, auf der Nicks das Rhodes-Piano spielte und sang. Aufnahmeassistent Cris Morris erinnert sich, dass „alles, was sie behalten haben, die Schlagzeugspur und der Live-Gesang von Stevie war – die Gitarren und der Bass wurden später in Los Angeles hinzugefügt.“ Christine McVie beschrieb den Song als „nur drei Akkorde und eine Note in der linken Hand“ und „langweilig“, als Nicks eine Rohfassung auf dem Klavier spielte. McVie änderte ihre Meinung, nachdem Buckingham „drei Abschnitte aus identischen Akkorden geformt hatte, so dass jeder Abschnitt völlig anders klang. Er hat den Eindruck erweckt, dass sich ein roter Faden durch die ganze Sache zieht.“

## Besetzung
- Stevie Nicks – Gesang, Hintergrundgesang
- Christine McVie – Fender Rhodes E-Piano, Orgel, Vibraphon, Hintergrundgesang
- Lindsey Buckingham – elektrische und akustische Gitarren, Hintergrundgesang
- Mick Fleetwood – Schlagzeug, Congas
- John McVie – Bassgitarre

## Rezensionen
Cashbox schrieb, dass „ein sanft dröhnender Bass Stevie Nicks’ verführerische Leadstimme unterstützt“, und „im Vergleich zum vorherigen Go Your Own Way hat diese Platte ihre eigene, sich subtil aufbauende Intensität.“ Der Kritiker der New York Times, John Rockwell, nannte die Single „eine erstklassige Platte“ und kommentierte den Reiz, der von Stevie Nicks’ „seltsamem, nasalem und doch heiserem Sopran“ und von Mick Fleetwoods „wunderbar knackigem, exaktem Schlagzeugspiel“ ausgeht.
Mike DeGagne von AllMusic schrieb „Dreams war der erste Song von Rumours, in dem Nicks’ übernatürliche Ausstrahlung, ihr bezaubernder und geheimnisvoller Gesang und vor allem die Bandbreite ihrer ruhigen, aber stimmungsaufhellenden Stimme zum Vorschein kamen.“
2021 wurde Dreams auf Platz neun der Rolling-Stone-Liste Die 500 besten Songs aller Zeiten gesetzt.

## Kommerzieller Erfolg

### Chartplatzierungen
Dreams avancierte zum einzigen Nummer-eins-Hit für Fleetwood Mac in den US-amerikanischen Billboard Hot 100. Darüber hinaus erreichte das Lied auch die Chartspitze in Kanada.
| ChartsChartplatzierungen       | Höchstplatzierung | Wochen |
| ------------------------------ | ----------------- | ------ |
| Deutschland (GfK)              | 33 (10 Wo.)       | 10     |
| Österreich (Ö3)                | 64 (1 Wo.)        | 1      |
| Schweiz (IFPI)                 | 30 (9 Wo.)        | 9      |
| Vereinigte Staaten (Billboard) | 1 (23 Wo.)        | 23     |
| Vereinigtes Königreich (OCC)   | 24 (82 Wo.)       | 82     |

| ChartsJahrescharts (1977)      | Platzierung |
| ------------------------------ | ----------- |
| Vereinigte Staaten (Billboard) | 39          |

| ChartsJahrescharts (2021)    | Platzierung |
| ---------------------------- | ----------- |
| Vereinigtes Königreich (OCC) | 54          |

| ChartsJahrescharts (2022)    | Platzierung |
| ---------------------------- | ----------- |
| Vereinigtes Königreich (OCC) | 74          |

| ChartsJahrescharts (2023)    | Platzierung |
| ---------------------------- | ----------- |
| Vereinigtes Königreich (OCC) | 57          |

| ChartsJahrescharts (2024)    | Platzierung |
| ---------------------------- | ----------- |
| Vereinigtes Königreich (OCC) | 48          |

### Auszeichnungen für Musikverkäufe
| Land/Region                  | Auszeichnungen für Musikverkäufe (Land/Region, Auszeichnung, Verkäufe) | Verkäufe  |
| ---------------------------- | ---------------------------------------------------------------------- | --------- |
| Australien (ARIA)            | 15× Platin                                                             | 1.050.000 |
| Dänemark (IFPI)              | 2× Platin                                                              | 180.000   |
| Italien (FIMI)               | Platin                                                                 | 100.000   |
| Neuseeland (RMNZ)            | 16× Platin                                                             | 480.000   |
| Norwegen (IFPI)              | Gold                                                                   | 30.000    |
| Portugal (AFP)               | 2× Platin                                                              | 20.000    |
| Spanien (Promusicae)         | Platin                                                                 | 60.000    |
| Vereinigte Staaten (RIAA)    | Gold                                                                   | 1.000.000 |
| Vereinigtes Königreich (BPI) | 6× Platin                                                              | 3.600.000 |
| Insgesamt                    | 2× Gold · 43× Platin ·                                                 | 6.520.000 |

Hauptartikel: Fleetwood Mac/Auszeichnungen für Musikverkäufe

## Spätere Verwendung und Erfolge
Der TikTok-User Nathan Apodaca veröffentlichte im September 2020 ein Video, bei dem er einen Highway entlang skatet, aus einer Plastikflasche Cranberrysaft trinkt und lippensynchron Dreams von Fleetwood Mac singt. Innerhalb von wenigen Wochen wurde das Video allein auf TikTok über 50 Millionen Mal angesehen. In der Folge landete Dreams 43 Jahre nach seiner Veröffentlichung wieder in den Musikcharts.